# Восточнобортовая нефтегазоносная область
Восточнобортовая нефтегазоносная область (Восточно-Эмбинская, Кенкияк-Жанажолская, Жаркамыс-Темирская) — нефтегазоносная область, расположенная на юго-западе Актюбинской области Казахстана, в среднем и нижнем течении реки Эмба.
Одна из нефтегазоносных областей Прикаспийской нефтегазоносной провинции. Глубина залегания колеблется в широких пределах, от 200 до 6500 м. Возраст данной области — палеозой.
Восточнобортовая нефтегазоносная область до открытия месторождения Жанажол находилась в составе Эмбинской нефтегазоносной области, в 1990-х годах стала самостоятельной областью.
Ресурсы данной области оцениваются в 0,8—2 млрд тонн нефти и 0,5—1,5 трлн м³ газа.

## Состав
Восточнобортовая нефтегазоносная область включает в себя месторождения:
- Восточный Жагабулак
- Жанажол
- Каратюбинское нефтяное месторождение
- Кенкияк (месторождение)
- Урихтау
- Алибекмолинское нефтегазоконденсатное месторождение
- Кожасай
- Жаксымайское нефтяное месторождение